# نیکولای گولوواتنکو
نیکولای گولوواتنکو (انگلیسی: Nikolai Golovatenko؛ زادهٔ ۲۷ فوریهٔ ۱۹۶۳) دوچرخه‌سوار اهل روسیه است.